# Dan Ito
Dan Ito (伊藤 壇, Ito Dan) est un footballeur japonais né le 3 novembre 1975. Il est milieu de terrain.